# Mobilidade de último quilômetro
Em logística, distribuição e planejamento de transporte, a mobilidade de último quilômetro, transporte de último quilómetro ou, simplesmente, último quilómetro (traduzido literalmente do inglês como última milha), se refere ao trajecto final do transporte de pessoas e mercadorias. Esta última etapa corresponde à distribuição desde certos nós até o destino final e caracteriza-se por uma maior complexidade que o resto da viagem devido ao incremento exponencial do número de rotas e destinos possíveis.
A mobilidade de último quilómetro é um campo a cada vez mais estudado devido ao incremento do número de entregas ao consumidor. Entre os desafios encontram-se aumentar a eficiência, a melhora das infraestruturas ou minimizar os custos e o impacto ambiental.

## Redes de distribuição e transporte
O transporte através de redes ferroviárias ou barcos costuma ser muito eficiente. No entanto, uma vez que as pessoas e mercadorias chegam a uma estação ou porto de ónus, devem transportar até seu destino final. Este último trecho costuma ser muito menos eficiente e pode chegar a incrementar o custo até mais de 50%. Este problema inclui todo o tipo de entregas em áreas urbanas, o que contribui ao congestionamento do tráfico.
O próprio planejamento urbano pode melhorar ou piorar o problema do último quilómetro. Assim, as cidades compactas têm uma maior eficiência do transporte público, enquanto as cidades difusas, com uma menor densidade de população, fomentam a utilização do veículo privado e, por tanto, dos atascos e a contaminação ambiental.

## Soluções ao problema do último quilómetro

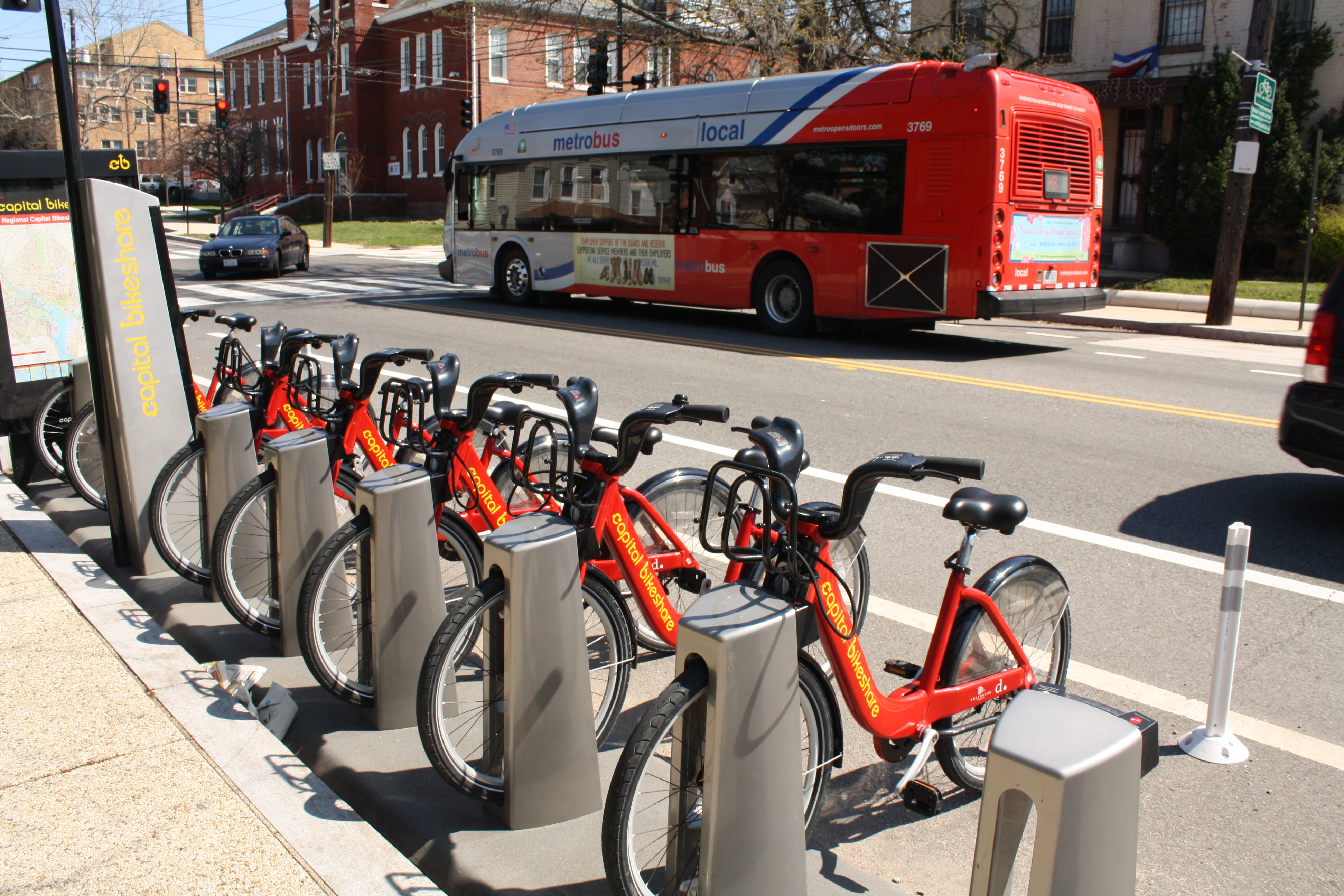
Os sistemas de bicicletas compartilhadas, a intermodalidade ou o transporte ativo citaram-se como soluções ante o problema do último quilómetro.

Entre as soluções adoptadas ante o problema do último quilómetro encontram-se a alavancagem das bicicletas de entrega, o transporte colectivo, as bicicletas e veículos compartilhados ou sistemas de micromovilidade, além de incentivar um desenho urbano mais eficiente, como a cidade de 15 minutos ou infra-estruturas que permitam uma maior diversidade de transportes, como as ciclovías.
Algumas empresas de envio têm adoptado a centralização das entregas em certas fichas ou lojas repartidos pela cidade, de maneira que evitam a deslocação à cada domicílio, mas evitando igualmente o congestionamento do tráfico pois os pontos de recolhida se encontram a distâncias caminháveis dos clientes.